# Dấu dầu lá đơn
Dấu dầu lá đơn (danh pháp khoa học: Euodia simplicifolia) là một loài thực vật có hoa trong họ Cửu lý hương. Loài này được Ridl. mô tả khoa học đầu tiên năm 1908.